# Convocazioni per il campionato mondiale maschile under 20 di calcio 2017
Elenco dei giocatori convocati da ciascuna Nazionale partecipante ai Mondiali di calcio Under-20 2017.

## Gruppo A

### Argentinaunder 20
Commissario tecnico:  Claudio Úbeda
| N. | Pos. | Giocatore           | Data nascita (età)         | Pres. | Reti | Squadra              |
| -- | ---- | ------------------- | -------------------------- | ----- | ---- | -------------------- |
| 1  | P    | Franco Petroli      | 11 giugno 1998 (18 anni)   |       |      | River Plate          |
| 2  | D    | Juan Foyth          | 12 gennaio 1998 (19 anni)  |       |      | Estudiantes La Plata |
| 3  | D    | Milton Valenzuela   | 13 agosto 1998 (18 anni)   |       |      | Newells Old Boys     |
| 4  | D    | Gonzalo Montiel     | 1º gennaio 1997 (20 anni)  |       |      | River Plate          |
| 5  | C    | Santiago Ascacíbar  | 25 febbraio 1997 (20 anni) |       |      | Estudiantes La Plata |
| 6  | D    | Marcos Senesi       | 10 maggio 1997 (20 anni)   |       |      | San Lorenzo          |
| 7  | A    | Marcelo Torres      | 6 novembre 1997 (19 anni)  |       |      | Boca Juniors         |
| 8  | C    | Exequiel Palacios   | 5 ottobre 1998 (18 anni)   |       |      | River Plate          |
| 9  | A    | Lautaro Martínez    | 22 agosto 1997 (19 anni)   |       |      | Racing Club          |
| 10 | A    | Tomás Conechny      | 30 marzo 1998 (19 anni)    |       |      | San Lorenzo          |
| 11 | A    | Brian Mansilla      | 16 aprile 1997 (20 anni)   |       |      | Racing Club          |
| 12 | P    | Manuel Roffo        | 4 aprile 2000 (17 anni)    |       |      | Boca Juniors         |
| 13 | D    | Leonel Mosevich     | 4 febbraio 1997 (20 anni)  |       |      | Argentinos Juniors   |
| 14 | D    | Lisandro Martínez   | 18 gennaio 1998 (19 anni)  |       |      | Newells Old Boys     |
| 15 | C    | Santiago Colombatto | 17 gennaio 1997 (20 anni)  |       |      | Trapani              |
| 16 | C    | Lucas Rodríguez     | 27 aprile 1997 (20 anni)   |       |      | Estudiantes La Plata |
| 17 | C    | Tomás Belmonte      | 27 maggio 1998 (18 anni)   |       |      | Lanus                |
| 18 | A    | Ezequiel Ponce      | 29 marzo 1997 (20 anni)    |       |      | Granada              |
| 19 | C    | Matías Zaracho      | 10 marzo 1998 (19 anni)    |       |      | Racing Club          |
| 20 | D    | Ignacio Méndez      | 28 aprile 1997 (20 anni)   |       |      | Argentinos Juniors   |
| 21 | P    | Marcelo Miño        | 21 agosto 1997 (19 anni)   |       |      | Rosario Central      |

### Corea del Sudunder 20
Commissario tecnico:  Shin Tae-yong
| N. | Pos. | Giocatore      | Data nascita (età)         | Pres. | Reti | Squadra                |
| -- | ---- | -------------- | -------------------------- | ----- | ---- | ---------------------- |
| 1  | P    | Song Bum-keun  | 15 ottobre 1997 (19 anni)  | -     | -    | Università della Corea |
| 2  | D    | Yoon Jong-gyu  | 20 marzo 1998 (19 anni)    | -     | -    | Seoul                  |
| 3  | D    | Woo Chan-yang  | 27 aprile 1997 (20 anni)   | -     | -    | Pohang Steelers        |
| 4  | D    | Jeong Tae-wook | 16 maggio 1997 (20 anni)   | -     | -    | Ajou University        |
| 5  | D    | Lee Sang-min   | 1º gennaio 1998 (19 anni)  | -     | -    | Soongsil University    |
| 6  | C    | Lee Seung-mo   | 30 marzo 1998 (19 anni)    | -     | -    | Pohang Steelers        |
| 7  | C    | Lee Jin-hyun   | 26 agosto 1997 (19 anni)   | -     | -    | Univ. di Sungkyunkwan  |
| 8  | C    | Han Chan-hee   | 17 marzo 1997 (20 anni)    | -     | -    | Jeonnam Dragons        |
| 9  | A    | Cho Young-wook | 5 febbraio 1999 (18 anni)  | -     | -    | Università della Corea |
| 10 | C    | Lee Seung-woo  | 6 gennaio 1998 (19 anni)   | -     | -    | Barcellona             |
| 11 | A    | Ha Seung-un    | 4 maggio 1998 (19 anni)    | -     | -    | Università Yonsei      |
| 12 | P    | Ahn Joon-soo   | 28 gennaio 1998 (19 anni)  | -     | -    | Cerezo Osaka           |
| 13 | D    | Lee You-hyeon  | 8 febbraio 1997 (20 anni)  | -     | -    | Jeonnam Dragons        |
| 14 | C    | Paik Seung-ho  | 17 marzo 1997 (20 anni)    | -     | -    | Barcellona B           |
| 15 | D    | Kim Min-ho     | 11 giugno 1997 (19 anni)   | -     | -    | Università Yonsei      |
| 16 | C    | Lee Sang-heon  | 26 febbraio 1998 (19 anni) | -     | -    | Ulsan HD               |
| 17 | C    | Kang Ji-hoon   | 6 gennaio 1997 (20 anni)   | -     | -    | Università Yongin      |
| 18 | C    | Lim Min-hyeok  | 5 marzo 1997 (20 anni)     | -     | -    | Seoul                  |
| 19 | D    | Kim Seung-woo  | 25 marzo 1998 (19 anni)    | -     | -    | Università Yonsei      |
| 20 | D    | Lee Jung-moon  | 18 marzo 1998 (19 anni)    | -     | -    | Università Yonsei      |
| 21 | P    | Lee Jun        | 14 luglio 1997 (19 anni)   | -     | -    | Università Yonsei      |

### Guineaunder 20
Commissario tecnico:  Mandiou Diallo
| N. | Pos. | Giocatore              | Data nascita (età)          | Pres. | Reti | Squadra             |
| -- | ---- | ---------------------- | --------------------------- | ----- | ---- | ------------------- |
| 1  | P    | Sékouba Camara         | 22 gennaio 1997 (20 anni)   | -     | -    | Athlético de Coléah |
| 2  | D    | Salif Sylla            | 5 dicembre 1998 (18 anni)   | -     | -    | Kaloum Star         |
| 3  | D    | Mamadouba Diaby        | 16 febbraio 1997 (20 anni)  | -     | -    | Kaloum Star         |
| 4  | C    | Oumar Toure            | 18 settembre 1998 (18 anni) | -     | -    | Juventus            |
| 5  | D    | Mohamed Camara         | 1º novembre 1998 (18 anni)  | -     | -    | Fello Star          |
| 6  | D    | Didé Fofana            | 8 aprile 1998 (19 anni)     | -     | -    | Hafia               |
| 7  | C    | Mohamed Ali Camara     | 28 agosto 1997 (19 anni)    | -     | -    | Horoya AC           |
| 8  | C    | Ibrahima Sory Soumah   | 1º gennaio 1998 (19 anni)   | -     | -    | Fello Star          |
| 9  | A    | Momo Yansane           | 29 luglio 1997 (19 anni)    | -     | -    | Hafia               |
| 10 | C    | Morlaye Sylla          | 27 luglio 1998 (18 anni)    | -     | -    | Arouca              |
| 11 | D    | Jean Charles Fernandez | 20 gennaio 1998 (19 anni)   | -     | -    | Ajaccio             |
| 12 | A    | Mohamed Coumbassa      | 5 giugno 1999 (17 anni)     | -     | -    | Wakriya             |
| 13 | D    | Daouda Camara          | 20 agosto 1997 (19 anni)    | -     | -    | Hafia               |
| 14 | D    | Yamoussa Camara        | 13 maggio 1998 (19 anni)    | -     | -    | Kaloum Star         |
| 15 | C    | Mamadou Kane           | 22 gennaio 1997 (20 anni)   | -     | -    | Kaloum Star         |
| 16 | P    | Moussa Camara          | 27 novembre 1998 (18 anni)  | -     | -    | Horoya              |
| 17 | A    | Mamady Barry           | 22 novembre 1997 (19 anni)  | -     | -    | Soumba              |
| 18 | C    | Alsény Soumah          | 16 maggio 1998 (19 anni)    | -     | -    | Arouca              |
| 19 | C    | Naby Bangoura          | 29 marzo 1998 (19 anni)     | -     | -    | Vizela              |
| 20 | A    | Jules Keita            | 20 luglio 1998 (18 anni)    | -     | -    | Bastia              |
| 21 | P    | Fodé David Kaba        | 15 agosto 1998 (18 anni)    | -     | -    | Hafia               |

### Inghilterraunder 20
Commissario tecnico:  Paul Simpson
| N. | Pos. | Giocatore              | Data nascita (età)          | Pres. | Reti | Squadra        |
| -- | ---- | ---------------------- | --------------------------- | ----- | ---- | -------------- |
| 1  | P    | Freddie Woodman        | 04 marzo 1997 (20 anni)     |       |      | Newcastle Utd  |
| 2  | D    | Jonjoe Kenny           | 15 marzo 1997 (20 anni)     |       |      | Everton        |
| 3  | D    | Callum Connolly        | 23 settembre 1997 (19 anni) |       |      | Everton        |
| 4  | C    | Lewis Cook             | 03 febbraio 1997 (20 anni)  |       |      | Bournemouth    |
| 5  | D    | Fikayo Tomori          | 12 luglio 1997 (19 anni)    |       |      | Chelsea        |
| 6  | D    | Jake Clarke-Salter     | 22 settembre 1997 (19 anni) |       |      | Chelsea        |
| 7  | C    | Josh Onomah            | 27 aprile 1997 (20 anni)    |       |      | Tottenham      |
| 8  | C    | Ainsley Maitland-Niles | 29 agosto 1997 (19 anni)    |       |      | Arsenal        |
| 9  | A    | Adam Armstrong         | 10 febbraio 1997 (20 anni)  |       |      | Newcastle Utd  |
| 10 | A    | Dominic Solanke        | 14 settembre 1997 (19 anni) |       |      | Chelsea        |
| 11 | A    | Ademola Lookman        | 20 ottobre 1997 (19 anni)   |       |      | Everton        |
| 12 | D    | Ezri Konsa             | 23 ottobre 1997 (19 anni)   |       |      | Charlton       |
| 13 | P    | Dean Henderson         | 12 marzo 1997 (20 anni)     |       |      | Manchester Utd |
| 14 | D    | Kyle Walker-Peters     | 13 aprile 1997 (20 anni)    |       |      | Tottenham      |
| 15 | D    | Dael Fry               | 30 agosto 1997 (19 anni)    |       |      | Middlesbrough  |
| 16 | A    | Dominic Calvert-Lewin  | 16 marzo 1997 (20 anni)     |       |      | Everton        |
| 17 | A    | Harry Chapman          | 05 novembre 1997 (19 anni)  |       |      | Middlesbrough  |
| 18 | C    | Kieran Dowell          | 10 ottobre 1997 (19 anni)   |       |      | Everton        |
| 19 | A    | Sheyi Ojo              | 19 giugno 1997 (19 anni)    |       |      | Liverpool      |
| 20 | C    | Ovie Ejaria            | 18 novembre 1997 (19 anni)  |       |      | Liverpool      |
| 21 | P    | Luke Southwood         | 06 dicembre 1997 (19 anni)  |       |      | Reading        |

## Gruppo B

### Germaniaunder 20
Commissario tecnico:  Guido Streichsbier
| N. | Pos. | Giocatore              | Data nascita (età)          | Pres. | Reti | Squadra                  |
| -- | ---- | ---------------------- | --------------------------- | ----- | ---- | ------------------------ |
| 1  | P    | Svend Brodersen        | 22 marzo 1997 (20 anni)     | -     | -    | FC St. Pauli             |
| 2  | D    | Phil Neumann           | 8 luglio 1997 (19 anni)     | -     | -    | Schalke 04               |
| 3  | D    | Dominik Schad          | 4 marzo 1997 (20 anni)      | -     | -    | Greuther Fürth           |
| 4  | D    | Frederic Ananou        | 20 settembre 1997 (19 anni) | -     | -    | Roda JC                  |
| 5  | D    | Benedikt Gimber        | 19 febbraio 1997 (20 anni)  | -     | -    | Karlsruher SC            |
| 6  | C    | Gino Fechner           | 5 settembre 1997 (19 anni)  | -     | -    | RB Leipzig               |
| 7  | C    | Amara Conde            | 6 gennaio 1997 (20 anni)    | -     | -    | VfL Wolfsburg            |
| 8  | C    | Suat Serdar            | 11 aprile 1997 (20 anni)    | -     | -    | Mainz 05                 |
| 9  | A    | Fabian Reese           | 29 novembre 1997 (19 anni)  | -     | -    | Karlsruher SC            |
| 10 | C    | Philipp Ochs           | 17 aprile 1997 (20 anni)    | -     | -    | 1899 Hoffenheim          |
| 11 | C    | Maximilian Mittelstädt | 18 marzo 1997 (20 anni)     | -     | -    | Hertha BSC               |
| 12 | P    | Moritz Nicolas         | 21 ottobre 1997 (19 anni)   | -     | -    | Borussia Mönchengladbach |
| 13 | D    | Matthias Bader         | 17 giugno 1997 (19 anni)    | -     | -    | Karlsruher SC            |
| 14 | D    | Jordan Torunarigha     | 7 agosto 1997 (19 anni)     | -     | -    | Hertha BSC               |
| 15 | D    | Jannes Horn            | 6 febbraio 1997 (20 anni)   | -     | -    | VfL Wolfsburg            |
| 16 | C    | Florian Neuhaus        | 16 marzo 1997 (20 anni)     | -     | -    | 1860 Munich              |
| 17 | A    | Emmanuel Iyoha         | 11 ottobre 1997 (19 anni)   | -     | -    | Fortuna Düsseldorf       |
| 18 | C    | Malcolm Badu           | 23 giugno 1997 (19 anni)    | -     | -    | VfL Wolfsburg            |
| 19 | A    | Törles Knöll           | 13 settembre 1997 (19 anni) | -     | -    | Hamburger SV             |
| 20 | A    | Jonas Arweiler         | 10 aprile 1997 (20 anni)    | -     | -    | Borussia Dortmund        |
| 21 | P    | Dominik Reimann        | 18 giugno 1997 (19 anni)    | -     | -    | Borussia Dortmund        |

### Messicounder 20
Commissario tecnico:  Marco Antonio Ruiz
| N. | Pos. | Giocatore                 | Data nascita (età)         | Pres. | Reti | Squadra                 |
| -- | ---- | ------------------------- | -------------------------- | ----- | ---- | ----------------------- |
| 1  | P    | Joel García               | 12 aprile 1998 (19 anni)   | -     | -    | Santos Laguna           |
| 2  | D    | Diego Cortés              | 18 giugno 1998 (18 anni)   | -     | -    | Guadalajara             |
| 3  | D    | Edson Álvarez             | 24 ottobre 1997 (19 anni)  | -     | -    | América                 |
| 4  | D    | Juan Aguayo               | 11 marzo 1997 (20 anni)    | -     | -    | Guadalajara             |
| 5  | D    | Alejandro Mayorga         | 29 maggio 1997 (19 anni)   | -     | -    | Guadalajara             |
| 6  | C    | Alan Cervantes            | 17 gennaio 1998 (19 anni)  | -     | -    | Guadalajara             |
| 7  | C    | Uriel Antuna              | 21 agosto 1997 (19 anni)   | -     | -    | Santos Laguna           |
| 8  | C    | Pablo César López         | 7 gennaio 1998 (19 anni)   | -     | -    | Pachuca                 |
| 9  | A    | Ronaldo Cisneros          | 8 gennaio 1997 (20 anni)   | -     | -    | Santos Laguna           |
| 10 | A    | Claudio Zamudio           | 30 marzo 1998 (19 anni)    | -     | -    | Morelia                 |
| 11 | C    | Kevin Magaña              | 2 gennaio 1998 (19 anni)   | -     | -    | Guadalajara             |
| 12 | P    | Fernando Daniel Hernández | 2 gennaio 1998 (19 anni)   | -     | -    | Monterrey               |
| 13 | D    | Brayton Vázquez           | 5 marzo 1998 (19 anni)     | -     | -    | Atlas                   |
| 14 | D    | José Joaquín Esquivel     | 7 gennaio 1998 (19 anni)   | -     | -    | Pachuca                 |
| 15 | D    | Ulises Torres             | 17 febbraio 1998 (19 anni) | -     | -    | América                 |
| 16 | C    | Francisco Eduardo Venegas | 16 luglio 1998 (18 anni)   | -     | -    | Everton de Viña del Mar |
| 17 | C    | Kevin Lara                | 18 aprile 1998 (19 anni)   | -     | -    | Santos Laguna           |
| 18 | C    | Diego Aguilar             | 13 gennaio 1997 (20 anni)  | -     | -    | BUAP                    |
| 19 | A    | Paolo Yrizar              | 6 agosto 1997 (19 anni)    | -     | -    | Querétaro               |
| 20 | A    | Eduardo Aguirre           | 3 agosto 1998 (18 anni)    | -     | -    | Santos Laguna           |
| 21 | P    | Abraham Romero            | 18 febbraio 1998 (19 anni) | -     | -    | Pachuca                 |

### Vanuatuunder 20
Commissario tecnico:  Dejan Gluščević
| N. | Pos. | Giocatore           | Data nascita (età)          | Pres. | Reti | Squadra                 |
| -- | ---- | ------------------- | --------------------------- | ----- | ---- | ----------------------- |
| 1  | P    | Daniel Alick        | 28 dicembre 1998 (18 anni)  | -     | -    | ABM Galaxy              |
| 2  | D    | Selwyn Vatu         | 13 giugno 1998 (18 anni)    | -     | -    | Shepherds United        |
| 3  | D    | Lency Philip        | 8 giugno 1997 (19 anni)     | -     | -    | Northern Region Academy |
| 4  | D    | Jason Thomas        | 20 gennaio 1997 (20 anni)   | -     | -    | Erakor Golden Star      |
| 5  | D    | Joseph Iaruel       | 25 gennaio 1998 (19 anni)   | -     | -    | Amicale                 |
| 6  | C    | Claude Aru          | 25 aprile 1997 (20 anni)    | -     | -    | Malampa Revivors        |
| 7  | A    | Bethuel Ollie       | 19 agosto 1997 (19 anni)    | -     | -    | Northern Region Academy |
| 8  | C    | Jayson Timatua      | 27 dicembre 1998 (18 anni)  | -     | -    | Shepherds United        |
| 9  | A    | Ronaldo Wilkins     | 30 dicembre 1999 (17 anni)  | -     | -    | Sia-Raga                |
| 10 | C    | Bong Kalo           | 18 gennaio 1997 (20 anni)   | -     | -    | Tafea                   |
| 11 | C    | Godine Tenene       | 3 marzo 1998 (19 anni)      | -     | -    | Spirit 08               |
| 12 | P    | Dick Taiwia         | 28 dicembre 1997 (19 anni)  | -     | -    | Ifira Black Bird        |
| 13 | D    | Denly Ben           | 6 febbraio 1998 (19 anni)   | -     | -    | Northern Region Academy |
| 14 | D    | Reginald Ravo       | 25 agosto 1997 (19 anni)    | -     | -    | Northern Region Academy |
| 15 | D    | Gregory Patrick     | 30 aprile 1998 (19 anni)    | -     | -    | Malampa Revivors        |
| 16 | C    | Frederick Massing   | 11 settembre 1998 (18 anni) | -     | -    | Malampa Revivors        |
| 17 | C    | John Wohale         | 9 luglio 1997 (19 anni)     | -     | -    | Northern Region Academy |
| 18 | A    | Jonathan Spokeyjack | 13 novembre 1998 (18 anni)  | -     | -    | Shepherds United        |
| 19 | A    | Abednigo Sau        | 28 luglio 1998 (18 anni)    | -     | -    | Sia-Raga                |
| 20 | A    | Azariah Soromon     | 1º marzo 1999 (18 anni)     | -     | -    | Tupuji Imere            |
| 21 | P    | Andreas Duch        | 12 ottobre 1998 (18 anni)   | -     | -    | Spirit 08               |

### Venezuelaunder 20
Commissario tecnico:  Rafael Dudamel
| N. | Pos. | Giocatore           | Data nascita (età)          | Pres. | Reti | Squadra             |
| -- | ---- | ------------------- | --------------------------- | ----- | ---- | ------------------- |
| 1  | P    | Wuilker Faríñez     | 15 febbraio 1998 (19 anni)  | -     | -    | Caracas FC          |
| 2  | D    | Williams Velásquez  | 4 aprile 1997 (20 anni)     | -     | -    | Estud. de Caracas   |
| 3  | D    | Eduin Quero         | 22 aprile 1997 (20 anni)    | -     | -    | Deportivo Táchira   |
| 4  | D    | Nahuel Ferraresi    | 19 novembre 1998 (18 anni)  | -     | -    | Deportivo Táchira   |
| 5  | D    | José Hernández      | 26 giugno 1997 (19 anni)    | -     | -    | Caracas FC          |
| 6  | C    | Christian Makoun    | 5 marzo 2000 (17 anni)      | -     | -    | Zamora FC           |
| 7  | A    | Adalberto Peñaranda | 31 maggio 1997 (19 anni)    | -     | -    | Málaga              |
| 8  | C    | Yangel Herrera      | 7 gennaio 1998 (19 anni)    | -     | -    | New York City       |
| 9  | A    | Ronaldo Peña        | 10 marzo 1997 (20 anni)     | -     | -    | Las Palmas Atlético |
| 10 | C    | Yeferson Soteldo    | 30 giugno 1997 (19 anni)    | -     | -    | Huachipato          |
| 11 | A    | Ronaldo Chacón      | 18 febbraio 1998 (19 anni)  | -     | -    | Caracas FC          |
| 12 | P    | Joel Graterol       | 15 maggio 1997 (20 anni)    | -     | -    | Carabobo            |
| 13 | A    | Jan Carlos Hurtado  | 5 marzo 2000 (17 anni)      | -     | -    | Deportivo Táchira   |
| 14 | C    | Heber García        | 27 marzo 1997 (20 anni)     | -     | -    | Sud América         |
| 15 | A    | Samuel Sosa         | 17 dicembre 1999 (17 anni)  | -     | -    | Deportivo Táchira   |
| 16 | C    | Ronaldo Lucena      | 27 febbraio 1997 (20 anni)  | -     | -    | Zamora FC           |
| 17 | D    | Josua Mejías        | 1º agosto 1997 (19 anni)    | -     | -    | Carabobo            |
| 18 | C    | Luis Ruiz           | 3 agosto 1997 (19 anni)     | -     | -    | Zulia FC            |
| 19 | A    | Sergio Córdova      | 9 agosto 1997 (19 anni)     | -     | -    | Caracas FC          |
| 20 | D    | Ronald Hernández    | 21 settembre 1997 (19 anni) | -     | -    | Zamora FC           |
| 21 | P    | Rafael Sánchez      | 1º febbraio 1998 (19 anni)  | -     | -    | Deportivo Táchira   |

## Gruppo C

### Costa Ricaunder 20
Commissario tecnico:  Marcelo Herrera
| N. | Pos. | Giocatore               | Data nascita (età)          | Pres. | Reti | Squadra                 |
| -- | ---- | ----------------------- | --------------------------- | ----- | ---- | ----------------------- |
| 1  | P    | Mario Sequeira          | 9 gennaio 1997 (20 anni)    |       |      | Club Deportivo Saprissa |
| 2  | D    | Diego Mesén             | 28 marzo 1999 (18 anni)     |       |      | Alajuelense             |
| 3  | D    | Pablo Arboine           | 3 aprile 1998 (19 anni)     |       |      | Santos de Guápiles      |
| 4  | D    | Ian Smith               | 6 marzo 1998 (19 anni)      |       |      | Santos de Guápiles      |
| 5  | D    | Esteban González        | 30 gennaio 1998 (19 anni)   |       |      | Club Deportivo Saprissa |
| 6  | C    | Luis Hernandez          | 7 febbraio 1998 (19 anni)   |       |      | Club Deportivo Saprissa |
| 7  | A    | Barlon Sequeira         | 25 maggio 1998 (18 anni)    |       |      | Alajuelense             |
| 8  | A    | Jimmy Marín             | 8 ottobre 1997 (19 anni)    |       |      | CS Herediano            |
| 9  | A    | Jostin Daly             | 23 aprile 1998 (19 anni)    |       |      | CS Herediano            |
| 10 | C    | Jonathan Martinez       | 19 marzo 1998 (19 anni)     |       |      | Santos de Guápiles      |
| 11 | A    | Randall Leal            | 14 gennaio 1997 (20 anni)   |       |      | Mechelen                |
| 12 | C    | Juan Arguedas           | 21 aprile 1997 (20 anni)    |       |      | Carmelita               |
| 13 | P    | Erick Pineda            | 2 aprile 1997 (20 anni)     |       |      | Alajuelense             |
| 14 | C    | Cristopher Núñez        | 8 dicembre 1997 (19 anni)   |       |      | Cartaginés              |
| 15 | A    | Bernald Alfaro          | 26 gennaio 1997 (20 anni)   |       |      | AD Carmelita            |
| 16 | C    | Suhander Zúñiga         | 15 gennaio 1997 (20 anni)   |       |      | AD Carmelita            |
| 17 | D    | Esteban Espinoza        | 22 novembre 1997 (19 anni)  |       |      | AD Belén                |
| 18 | P    | Bryan Segura            | 14 gennaio 1997 (20 anni)   |       |      | Pérez Zeledón           |
| 19 | D    | Yostin Salinas          | 14 settembre 1998 (18 anni) |       |      | Club Deportivo Saprissa |
| 20 | C    | Eduardo Juarez          | 22 settembre 1998 (18 anni) |       |      | Alajuelense             |
| 21 | C    | Gerson Torres Barrantes | 28 agosto 1997 (19 anni)    |       |      | Club America            |

### Iranunder 20
Commissario tecnico:  Amir Hossein Peiravani
| N. | Pos. | Giocatore                 | Data nascita (età)          | Pres. | Reti | Squadra            |
| -- | ---- | ------------------------- | --------------------------- | ----- | ---- | ------------------ |
| 1  | P    | Nima Mirzazad             | 27 febbraio 1997 (20 anni)  | -     | -    | Gostaresh Foulad   |
| 2  | D    | Ali Shahsavari            | 24 novembre 1997 (19 anni)  | -     | -    | Gol Gohar Sirjan   |
| 3  | D    | Mehran Derakhshan Mehr    | 10 agosto 1998 (18 anni)    | -     | -    | Zob Ahan           |
| 4  | D    | Aref Gholami              | 19 aprile 1997 (20 anni)    | -     | -    | Sepahan            |
| 5  | D    | Nima Taheri               | 15 aprile 1997 (20 anni)    | -     | -    | Zob Ahan           |
| 6  | C    | Mohammad Soltani Mehr     | 04 febbraio 1999 (18 anni)  | -     | -    | Saipa              |
| 7  | C    | Nima Mokhtari             | 10 maggio 1998 (19 anni)    | -     | -    | Gostaresh Foulad   |
| 8  | D    | Ali Shojaei               | 27 gennaio 1997 (20 anni)   | -     | -    | Saipa              |
| 9  | A    | Mohammad Mehdi Mehdikhani | 28 luglio 1997 (19 anni)    | -     | -    | Niroo Zamini       |
| 10 | C    | Reza Shekari              | 31 maggio 1998 (18 anni)    | -     | -    | Zob Ahan           |
| 11 | A    | Reza Jafari               | 4 maggio 1997 (20 anni)     | -     | -    | Saipa              |
| 12 | P    | Shahab Adeli              | 19 gennaio 1997 (20 anni)   | -     | -    | Naft Teheran       |
| 13 | D    | Abolfazl Razzaghpour      | 17 settembre 1997 (19 anni) | -     | -    | Nassaji Mazandaran |
| 14 | D    | Sina Khadempour           | 9 gennaio 1997 (20 anni)    | -     | -    | Naft Teheran       |
| 15 | A    | Amir Roustaei             | 5 agosto 1997 (19 anni)     | -     | -    | Paykan             |
| 16 | C    | Omid Noorafkan            | 9 aprile 1997 (20 anni)     | -     | -    | Esteghlal          |
| 17 | C    | Hossein Saki              | 10 maggio 1997 (20 anni)    | -     | -    | Sanat Naft Abadan  |
| 18 | A    | Mohammad Aghajanpour      | 20 aprile 1997 (20 anni)    | -     | -    | Aluminium Arak     |
| 19 | C    | Mehdi Ghayedi             | 5 dicembre 1998 (18 anni)   | -     | -    | Iranjavan          |
| 20 | C    | Aref Aghasi               | 02 gennaio 1997 (20 anni)   | -     | -    | Tractor Sazi       |
| 21 | P    | Mahdi Mohammadian         | 05 marzo 1997 (20 anni)     | -     | -    | Niroo Zamini       |

### Portogallounder 20
Commissario tecnico:  Emílio Peixe
| N. | Pos. | Giocatore                  | Data nascita (età)          | Pres. | Reti | Squadra              |
| -- | ---- | -------------------------- | --------------------------- | ----- | ---- | -------------------- |
| 1  | P    | Pedro Silva                | 13 febbraio 1997 (20 anni)  | -     | -    | Sporting Lisbona B   |
| 2  | D    | Pedro Empis                | 1º febbraio 1997 (20 anni)  | -     | -    | Sporting Lisbona B   |
| 3  | D    | Rúben Dias                 | 14 maggio 1997 (20 anni)    | -     | -    | Benfica B            |
| 4  | D    | Francisco Reis Ferreira    | 26 marzo 1997 (20 anni)     | -     | -    | Benfica B            |
| 5  | D    | Yuri Ribeiro               | 24 gennaio 1997 (20 anni)   | -     | -    | Benfica B            |
| 6  | C    | Pedro Rodrigues            | 20 maggio 1997 (20 anni)    | -     | -    | Benfica B            |
| 7  | A    | Diogo Gonçalves            | 6 febbraio 1997 (20 anni)   | -     | -    | Benfica B            |
| 8  | C    | Pedro Delgado              | 7 aprile 1997 (20 anni)     | -     | -    | Sporting Lisbona B   |
| 9  | A    | André Ribeiro              | 9 giugno 1997 (19 anni)     | -     | -    | Zurigo II            |
| 10 | C    | Xadas                      | 2 dicembre 1997 (19 anni)   | -     | -    | Braga B              |
| 11 | A    | Hélder Ferreira            | 5 aprile 1997 (20 anni)     | -     | -    | Vitória Guimarães B  |
| 12 | P    | Luís Maximiano             | 5 gennaio 1999 (18 anni)    | -     | -    | Sporting Lisbona     |
| 13 | D    | Jorge Fernandes            | 2 aprile 1997 (20 anni)     | -     | -    | Porto B              |
| 14 | C    | Florentino Luís            | 19 agosto 1999 (17 anni)    | -     | -    | Benfica B            |
| 15 | D    | Diogo Dalot                | 18 marzo 1999 (18 anni)     | -     | -    | Porto B              |
| 16 | C    | Miguel Luís                | 27 febbraio 1999 (18 anni)  | -     | -    | Sporting Lisbona     |
| 17 | A    | Xande Silva                | 16 marzo 1997 (20 anni)     | -     | -    | Vitória de Guimarães |
| 18 | A    | José Gomes                 | 8 aprile 1999 (18 anni)     | -     | -    | Benfica B            |
| 19 | C    | Bruno Xavier Almeida Costa | 19 aprile 1997 (20 anni)    | -     | -    | Porto B              |
| 20 | C    | Gedson Fernandes           | 9 gennaio 1999 (18 anni)    | -     | -    | Benfica B            |
| 21 | P    | Diogo Costa                | 19 settembre 1999 (17 anni) | -     | -    | Porto                |

### Zambiaunder 20
Commissario tecnico:  Beston Chambeshi
| N. | Pos. | Giocatore        | Data nascita (età)          | Pres. | Reti | Squadra              |
| -- | ---- | ---------------- | --------------------------- | ----- | ---- | -------------------- |
| 1  | P    | Mangani Banda    | 13 luglio 1997 (19 anni)    | -     | -    | Zanaco               |
| 2  | D    | Moses Nyondo     | 5 luglio 1997 (19 anni)     | -     | -    | Nkana                |
| 3  | D    | Prosper Chiluya  | 2 aprile 1998 (19 anni)     | -     | -    | Lumwana Radiants     |
| 4  | D    | Benson Chali     | 2 dicembre 1997 (19 anni)   | -     | -    | Forest Rangers       |
| 5  | D    | Solomon Sakala   | 28 aprile 1997 (20 anni)    | -     | -    | NAPSA Stars          |
| 6  | D    | Boston Muchindu  | 6 giugno 1997 (19 anni)     | -     | -    | Nkana                |
| 7  | C    | Musonda Siame    | 7 dicembre 1998 (18 anni)   | -     | -    | Kafue Celtic         |
| 8  | C    | Harrison Chisala | 4 agosto 1997 (19 anni)     | -     | -    | Nkana                |
| 9  | A    | Conlyde Luchanga | 11 marzo 1997 (20 anni)     | -     | -    | Lusaka Dynamos       |
| 10 | C    | Fashion Sakala   | 14 marzo 1997 (20 anni)     | -     | -    | Spartak-2 Mosca      |
| 11 | C    | Enock Mwepu      | 1º gennaio 1998 (19 anni)   | -     | -    | NAPSA Stars          |
| 12 | C    | Emmanuel Banda   | 29 settembre 1997 (19 anni) | -     | -    | Esmoriz              |
| 13 | D    | Shemmy Mayembe   | 22 novembre 1997 (19 anni)  | -     | -    | ZESCO United         |
| 14 | A    | Edward Chilufya  | 17 settembre 1999 (17 anni) | -     | -    | Mpande Youth Academy |
| 15 | D    | Edward Tembo     | 26 marzo 1997 (20 anni)     | -     | -    | Gomes                |
| 16 | P    | Samson Banda     | 1º maggio 1997 (20 anni)    | -     | -    | ZESCO United         |
| 17 | C    | Kenneth Kalunga  | 18 gennaio 1997 (20 anni)   | -     | -    | Ikast                |
| 18 | P    | Jim James Phiri  | 7 settembre 1998 (18 anni)  | -     | -    | Lusaka Dynamos       |
| 19 | C    | Ngosa Sunzu      | 19 giugno 1998 (18 anni)    | -     | -    | Hapoel Ra'anana      |
| 20 | A    | Patson Daka      | 9 ottobre 1998 (18 anni)    | -     | -    | Liefering            |
| 21 | C    | Boyd Musonda     | 12 maggio 1997 (20 anni)    | -     | -    | Zanaco               |

## Gruppo D

### Giapponeunder 20
Commissario tecnico:  Atsushi Uchiyama
| N. | Pos. | Giocatore         | Data nascita (età)         | Pres. | Reti | Squadra             |
| -- | ---- | ----------------- | -------------------------- | ----- | ---- | ------------------- |
| 1  | P    | Ryōsuke Kojima    | 30 gennaio 1997 (20 anni)  |       |      | Waseda University   |
| 2  | D    | Sō Fujitani       | 28 ottobre 1997 (19 anni)  |       |      | Vissel Kobe         |
| 3  | D    | Yūta Nakayama     | 16 febbraio 1997 (20 anni) |       |      | Kashiwa Reysol      |
| 4  | D    | Kō Itakura        | 27 gennaio 1997 (20 anni)  |       |      | Kawasaki Frontale   |
| 5  | D    | Takehiro Tomiyasu | 5 novembre 1998 (18 anni)  |       |      | Avispa Fukuoka      |
| 6  | D    | Ryō Hatsuse       | 10 luglio 1997 (19 anni)   |       |      | Gamba Osaka         |
| 7  | C    | Ritsu Dōan        | 16 giugno 1998 (18 anni)   |       |      | Gamba Osaka         |
| 8  | C    | Kōji Miyoshi      | 26 marzo 1997 (20 anni)    |       |      | Kawasaki Frontale   |
| 9  | A    | Kōki Ogawa        | 8 agosto 1997 (19 anni)    |       |      | Júbilo Iwata        |
| 10 | C    | Daisuke Sakai     | 18 gennaio 1997 (20 anni)  |       |      | Oita Trinita        |
| 11 | C    | Keita Endō        | 22 novembre 1997 (19 anni) |       |      | Yokohama F. Marinos |
| 12 | P    | Gō Hatano         | 25 maggio 1998 (18 anni)   |       |      | FC Tokyo            |
| 13 | A    | Yūto Iwasaki      | 11 giugno 1998 (18 anni)   |       |      | Kyoto Sanga         |
| 14 | A    | Kyōsuke Tagawa    | 11 febbraio 1999 (18 anni) |       |      | Sagan Tosu          |
| 15 | D    | Daiki Sugioka     | 8 settembre 1998 (18 anni) |       |      | Shonan Bellmare     |
| 16 | C    | Teruki Hara       | 30 luglio 1998 (18 anni)   |       |      | Albirex Niigata     |
| 17 | C    | Mizuki Ichimaru   | 8 maggio 1998 (19 anni)    |       |      | Gamba Osaka         |
| 18 | A    | Akito Takagi      | 4 agosto 1997 (19 anni)    |       |      | Gamba Osaka         |
| 19 | D    | Kakeru Funaki     | 13 aprile 1998 (19 anni)   |       |      | Cerezo Osaka        |
| 20 | A    | Takefusa Kubo     | 4 giugno 2001 (15 anni)    |       |      | FC Tokyo            |
| 21 | P    | Louis Yamaguchi   | 28 maggio 1998 (18 anni)   |       |      | Lorient             |

### Italiaunder 20
Commissario tecnico:  Alberico Evani
| N. | Pos. | Giocatore           | Data nascita (età)         | Pres. | Reti | Squadra      |
| -- | ---- | ------------------- | -------------------------- | ----- | ---- | ------------ |
| 1  | P    | Alessandro Plizzari | 12 marzo 2000 (17 anni)    |       |      | Milan        |
| 2  | D    | Giuseppe Scalera    | 26 gennaio 1998 (19 anni)  |       |      | Fiorentina   |
| 3  | D    | Federico Dimarco    | 10 novembre 1997 (19 anni) |       |      | Empoli       |
| 4  | C    | Nicolò Barella      | 7 febbraio 1997 (20 anni)  |       |      | Cagliari     |
| 5  | D    | Filippo Romagna     | 26 maggio 1997 (19 anni)   |       |      | Brescia      |
| 6  | D    | Mauro Coppolaro     | 10 marzo 1997 (20 anni)    |       |      | Latina       |
| 7  | C    | Riccardo Orsolini   | 24 gennaio 1997 (20 anni)  |       |      | Ascoli       |
| 8  | C    | Rolando Mandragora  | 29 giugno 1997 (19 anni)   |       |      | Juventus     |
| 9  | A    | Andrea Favilli      | 17 maggio 1997 (20 anni)   |       |      | Ascoli       |
| 10 | A    | Luca Vido           | 3 febbraio 1997 (20 anni)  |       |      | Cittadella   |
| 11 | C    | Matteo Pessina      | 21 aprile 1997 (20 anni)   |       |      | Como         |
| 12 | P    | Andrea Zaccagno     | 27 maggio 1997 (19 anni)   |       |      | Pro Vercelli |
| 13 | D    | Leonardo Sernicola  | 30 luglio 1997 (19 anni)   |       |      | Ternana      |
| 14 | D    | Giuseppe Pezzella   | 29 novembre 1997 (19 anni) |       |      | Palermo      |
| 15 | D    | Mattia Vitale       | 1º ottobre 1997 (19 anni)  |       |      | Cesena       |
| 16 | C    | Francesco Cassata   | 16 luglio 1997 (19 anni)   |       |      | Ascoli       |
| 17 | A    | Giuseppe Panico     | 10 maggio 1997 (20 anni)   |       |      | Cesena       |
| 18 | C    | Paolo Ghiglione     | 2 febbraio 1997 (20 anni)  |       |      | SPAL         |
| 19 | D    | Riccardo Marchizza  | 26 marzo 1998 (19 anni)    |       |      | Roma         |
| 20 | C    | Alfredo Bifulco     | 19 gennaio 1997 (20 anni)  |       |      | Carpi        |
| 21 | P    | Samuele Perisan     | 21 agosto 1997 (19 anni)   |       |      | Udinese      |

### Sudafricaunder 20
Commissario tecnico:  Thabo Senong
| N. | Pos. | Giocatore           | Data nascita (età)         | Pres. | Reti | Squadra           |
| -- | ---- | ------------------- | -------------------------- | ----- | ---- | ----------------- |
| 1  | P    | Sanele Tshabalala   | 12 maggio 1998 (19 anni)   | -     | -    | Bidvest Wits      |
| 2  | D    | Malebogo Modise     | 6 febbraio 1999 (18 anni)  | -     | -    | Mamelodi Sundowns |
| 3  | D    | Shane Saralina      | 27 giugno 1997 (19 anni)   | -     | -    | Ajax Cape Town    |
| 4  | C    | Teboho Mokoena      | 24 gennaio 1997 (20 anni)  | -     | -    | SuperSport United |
| 5  | D    | Sandile Mthethwa    | 14 aprile 1997 (20 anni)   | -     | -    | Orlando Pirates   |
| 6  | C    | Wiseman Meyiwa      | 27 dicembre 1999 (17 anni) | -     | -    | Kaizer Chiefs     |
| 7  | A    | Keletso Makgalwa    | 3 gennaio 1997 (20 anni)   | -     | -    | Mamelodi Sundowns |
| 8  | C    | Sibongakonke Mbatha | 1º gennaio 1998 (19 anni)  | -     | -    | Bidvest Wits      |
| 9  | A    | Liam Jordan         | 30 luglio 1998 (18 anni)   | -     | -    | Sporting Lisbona  |
| 10 | C    | Luther Singh        | 5 agosto 1997 (19 anni)    | -     | -    | Braga B           |
| 11 | D    | Sirgio Kammies      | 7 febbraio 1998 (19 anni)  | -     | -    | Ajax Cape Town    |
| 12 | C    | Sipho Mbule         | 22 marzo 1998 (19 anni)    | -     | -    | SuperSport United |
| 13 | D    | Thendo Mukumela     | 30 gennaio 1998 (19 anni)  | -     | -    | Mamelodi Sundowns |
| 14 | D    | Reeve Frosler       | 11 gennaio 1998 (19 anni)  | -     | -    | Bidvest Wits      |
| 15 | D    | Tercious Malepe     | 18 febbraio 1997 (20 anni) | -     | -    | Orlando Pirates   |
| 16 | P    | Mondli Mpoto        | 24 luglio 1998 (18 anni)   | -     | -    | SuperSport United |
| 17 | C    | Masilakhe Phohlongo | 5 maggio 1997 (20 anni)    | -     | -    | Ajax Cape Town    |
| 18 | C    | Grant Margeman      | 3 giugno 1998 (18 anni)    | -     | -    | Ajax Cape Town    |
| 19 | C    | Kobamelo Kodisang   | 28 agosto 1999 (17 anni)   | -     | -    | Platinum Stars    |
| 20 | P    | Khulekani Kubheka   | 7 gennaio 1999 (18 anni)   | -     | -    | Mamelodi Sundowns |
| 21 | C    | Thabo Cele          | 15 gennaio 1997 (20 anni)  | -     | -    | Real SC           |

### Uruguayunder 20
Commissario tecnico:  Fabián Coito
| N. | Pos. | Giocatore                  | Data nascita (età)          | Pres. | Reti | Squadra              |
| -- | ---- | -------------------------- | --------------------------- | ----- | ---- | -------------------- |
| 1  | P    | Santiago Mele              | 6 settembre 1997 (19 anni)  | -     | -    | Fénix                |
| 2  | D    | Santiago Bueno             | 9 novembre 1998 (18 anni)   | -     | -    | Barcellona           |
| 3  | D    | Emanuel Gularte            | 30 settembre 1997 (19 anni) | -     | -    | Wanderers            |
| 4  | D    | José Luis Rodríguez Bebanz | 14 marzo 1997 (20 anni)     | -     | -    | Danubio              |
| 5  | D    | Mathías Olivera            | 31 ottobre 1997 (19 anni)   | -     | -    | Atenas               |
| 6  | C    | Marcelo Saracchi           | 23 aprile 1998 (19 anni)    | -     | -    | Danubio              |
| 7  | A    | Joaquín Ardaiz             | 11 gennaio 1999 (18 anni)   | -     | -    | Danubio              |
| 8  | C    | Carlos Benavídez           | 30 marzo 1998 (19 anni)     | -     | -    | Defensor Sporting    |
| 9  | A    | Nicolás Schiappacasse      | 12 gennaio 1999 (18 anni)   | -     | -    | Atlético Madrid B    |
| 10 | A    | Rodrigo Amaral             | 25 marzo 1997 (20 anni)     | -     | -    | Nacional             |
| 11 | C    | Nicolás De La Cruz         | 1º giugno 1997 (19 anni)    | -     | -    | Liverpool (M)        |
| 12 | P    | Francisco Tinaglini        | 9 novembre 1998 (18 anni)   | -     | -    | River Plate          |
| 13 | C    | Santiago Viera             | 4 giugno 1998 (18 anni)     | -     | -    | Liverpool (M)        |
| 14 | A    | Juan Manuel Boselli        | 9 novembre 1999 (17 anni)   | -     | -    | Defensor Sporting    |
| 15 | C    | Facundo Waller             | 9 aprile 1997 (20 anni)     | -     | -    | Plaza Colonia        |
| 16 | C    | Federico Valverde          | 2 luglio 1998 (18 anni)     | -     | -    | Real Madrid Castilla |
| 17 | D    | Matías Viña                | 9 novembre 1997 (19 anni)   | -     | -    | Nacional             |
| 18 | D    | Agustín Rogel              | 17 ottobre 1997 (19 anni)   | -     | -    | Nacional             |
| 19 | A    | Agustín Canobbio           | 1º ottobre 1998 (18 anni)   | -     | -    | Fénix                |
| 20 | C    | Rodrigo Bentancur          | 25 giugno 1997 (19 anni)    | -     | -    | Boca Juniors         |
| 21 | P    | Adriano Freitas            | 17 giugno 1997 (19 anni)    | -     | -    | Peñarol              |

## Gruppo E

### Franciaunder 20
Commissario tecnico:  Ludovic Batelli
| N. | Pos. | Giocatore           | Data nascita (età)         | Pres. | Reti | Squadra             |
| -- | ---- | ------------------- | -------------------------- | ----- | ---- | ------------------- |
| 1  | P    | Paul Bernardoni     | 18 aprile 1997 (20 anni)   | -     | -    | Bordeaux            |
| 2  | D    | Enock Kwateng       | 9 aprile 1997 (20 anni)    | -     | -    | Nantes              |
| 3  | D    | Olivier Boscagli    | 18 novembre 1997 (19 anni) | -     | -    | Nice                |
| 4  | D    | Jérôme Onguéné      | 22 dicembre 1997 (19 anni) | -     | -    | VfB Stuttgart       |
| 5  | D    | Issa Diop           | 9 gennaio 1997 (20 anni)   | -     | -    | Toulouse            |
| 6  | C    | Jeando Fuchs        | 11 ottobre 1997 (19 anni)  | -     | -    | Sochaux             |
| 7  | A    | Jean-Kévin Augustin | 16 giugno 1997 (19 anni)   | -     | -    | Paris Saint-Germain |
| 8  | C    | Lucas Tousart       | 29 aprile 1997 (20 anni)   | -     | -    | Lyon                |
| 9  | C    | Christopher Nkunku  | 14 novembre 1997 (19 anni) | -     | -    | Paris Saint-Germain |
| 10 | A    | Allan Saint-Maximin | 12 marzo 1997 (20 anni)    | -     | -    | Bastia              |
| 11 | A    | Marcus Thuram       | 6 agosto 1997 (19 anni)    | -     | -    | Sochaux             |
| 12 | A    | Ludovic Blas        | 31 dicembre 1997 (19 anni) | -     | -    | Guingamp            |
| 13 | D    | Clément Michelin    | 11 maggio 1997 (20 anni)   | -     | -    | Toulouse            |
| 14 | C    | Amine Harit         | 18 giugno 1997 (19 anni)   | -     | -    | Nantes              |
| 15 | C    | Faitout Maouassa    | 6 luglio 1998 (18 anni)    | -     | -    | Nancy               |
| 16 | P    | Quentin Braat       | 6 luglio 1997 (19 anni)    | -     | -    | Nantes              |
| 17 | C    | Denis-Will Poha     | 28 maggio 1997 (19 anni)   | -     | -    | Rennes              |
| 18 | C    | Ibrahima Sissoko    | 27 ottobre 1997 (19 anni)  | -     | -    | Brest               |
| 19 | D    | Yoan Severin        | 24 gennaio 1997 (20 anni)  | -     | -    | Zulte Waregem       |
| 20 | A    | Martin Terrier      | 4 marzo 1997 (20 anni)     | -     | -    | Lille               |
| 21 | P    | Alban Lafont        | 23 gennaio 1999 (18 anni)  | -     | -    | Toulouse            |

### Hondurasunder 20
Commissario tecnico:  Carlos Tábora
| N. | Pos. | Giocatore                   | Data nascita (età)          | Pres. | Reti | Squadra                |
| -- | ---- | --------------------------- | --------------------------- | ----- | ---- | ---------------------- |
| 1  | P    | Javier Delgado              | 6 novembre 1998 (18 anni)   | -     | -    | Honduras Progreso      |
| 2  | D    | Denil Maldonado             | 25 maggio 1998 (18 anni)    | -     | -    | Motagua                |
| 3  | D    | Wesly Decas                 | 11 agosto 1999 (17 anni)    | -     | -    | Atlético Independiente |
| 4  | D    | Kenneth Hernández           | 25 maggio 1997 (19 anni)    | -     | -    | Olimpia                |
| 5  | D    | Dylan Andrade               | 8 marzo 1998 (19 anni)      | -     | -    | Platense               |
| 6  | D    | Ricky Zapata                | 23 novembre 1997 (19 anni)  | -     | -    | Real Sociedad          |
| 7  | C    | José Alejandro Reyes        | 5 novembre 1997 (19 anni)   | -     | -    | Olimpia                |
| 8  | C    | Erick Arias                 | 30 gennaio 1998 (19 anni)   | -     | -    | Atlético Independiente |
| 9  | C    | Foslyn Grant                | 4 ottobre 1998 (18 anni)    | -     | -    | Motagua                |
| 10 | C    | Carlos Enrique Pineda       | 23 settembre 1997 (19 anni) | -     | -    | Olimpia                |
| 11 | A    | Mario Alexander Flores      | 21 luglio 1998 (18 anni)    | -     | -    | Real Sociedad          |
| 12 | P    | Michael Perelló             | 11 luglio 1998 (18 anni)    | -     | -    | Marathón               |
| 13 | C    | José Quiroz                 | 26 maggio 1997 (19 anni)    | -     | -    | Real España            |
| 14 | C    | Sendel Cruz                 | 13 dicembre 1998 (18 anni)  | -     | -    | Juticalpa              |
| 15 | D    | Jalex Sánchez               | 28 marzo 1997 (20 anni)     | -     | -    | Real España            |
| 16 | D    | José Antonio García Robledo | 21 settembre 1998 (18 anni) | -     | -    | Olimpia                |
| 17 | A    | Byron Rodríguez             | 26 agosto 1997 (19 anni)    | -     | -    | Parrillas One          |
| 18 | A    | Darixon Vuelto              | 15 gennaio 1998 (19 anni)   | -     | -    | Tenerife               |
| 19 | A    | Douglas Martínez            | 5 giugno 1997 (19 anni)     | -     | -    | New York Red Bulls II  |
| 20 | C    | Jorge Álvarez               | 28 gennaio 1998 (19 anni)   | -     | -    | Olimpia                |
| 21 | P    | Henry Mashburn              | 8 febbraio 1999 (18 anni)   | -     | -    | Weston Fury            |

### Nuova Zelandaunder 20
Commissario tecnico:  Darren Bazeley
| N. | Pos. | Giocatore           | Data nascita (età)         | Pres. | Reti | Squadra                 |
| -- | ---- | ------------------- | -------------------------- | ----- | ---- | ----------------------- |
| 1  | P    | Michael Woud        | 16 gennaio 1999 (18 anni)  | -     | -    | Sunderland              |
| 2  | D    | Dane Ingham         | 6 agosto 1999 (17 anni)    | -     | -    | Brisbane Roar           |
| 3  | D    | Sean Liddicoat      | 14 maggio 1997 (20 anni)   | -     | -    | Coastal Spirit          |
| 4  | D    | Luke Johnson        | 15 aprile 1998 (19 anni)   | -     | -    | Wellington Phoenix Res. |
| 5  | D    | Hunter Ashworth     | 8 gennaio 1998 (19 anni)   | -     | -    | San Francisco Dons      |
| 6  | C    | Joe Bell            | 27 aprile 1999 (18 anni)   | -     | -    | Virginia Cavaliers      |
| 7  | C    | Connor Probert      | 6 aprile 1998 (19 anni)    | -     | -    | Kentucky Wildcats       |
| 8  | C    | Moses Dyer          | 21 marzo 1997 (20 anni)    | -     | -    | Northcote City          |
| 9  | A    | Noah Billingsley    | 6 agosto 1997 (19 anni)    | -     | -    | Santa Barbara Gauchos   |
| 10 | C    | Clayton Lewis       | 12 febbraio 1997 (20 anni) | -     | -    | Auckland City           |
| 11 | A    | Henry Cameron       | 28 giugno 1997 (19 anni)   | -     | -    | Blackpool               |
| 12 | P    | Cameron Brown       | 9 luglio 1999 (17 anni)    | -     | -    | Waitemata               |
| 13 | C    | James McGarry       | 9 aprile 1998 (19 anni)    | -     | -    | Wellington Phoenix      |
| 14 | D    | Jack-Hanry Sinclair | 23 febbraio 1998 (19 anni) | -     | -    | Wellington Phoenix Res. |
| 15 | D    | Reese Cox           | 7 marzo 1997 (20 anni)     | -     | -    | East Coast Bays         |
| 16 | C    | Callum McCowatt     | 30 aprile 1999 (18 anni)   | -     | -    | Western Suburbs         |
| 17 | A    | Logan Rogerson      | 28 maggio 1998 (18 anni)   | -     | -    | Wellington Phoenix      |
| 18 | C    | Sarpreet Singh      | 20 febbraio 1999 (18 anni) | -     | -    | Wellington Phoenix Res. |
| 19 | A    | Myer Bevan          | 23 aprile 1997 (20 anni)   | -     | -    | Nike Academy            |
| 20 | A    | Lucas Imrie         | 20 maggio 1998 (19 anni)   | -     | -    | Loyola Ramblers         |
| 21 | P    | Conor Tracey        | 13 aprile 1997 (20 anni)   | -     | -    | Three Kings Utd         |

### Vietnamunder 20
Commissario tecnico:  Hoàng Anh Tuấn
| N. | Pos. | Giocatore           | Data nascita (età)          | Pres. | Reti | Squadra    |
| -- | ---- | ------------------- | --------------------------- | ----- | ---- | ---------- |
| 1  | P    | Bùi Tiến Dũng       | 28 febbraio 1997 (20 anni)  | -     | -    | Thanh Hóa  |
| 2  | D    | Đỗ Thanh Thịnh      | 18 agosto 1998 (18 anni)    | -     | -    | Ðà Nẵng    |
| 3  | D    | Huỳnh Tấn Sinh      | 6 aprile 1998 (19 anni)     | -     | -    | Quảng Nam  |
| 4  | D    | Hồ Tấn Tài          | 6 novembre 1997 (19 anni)   | -     | -    | Bình Định  |
| 5  | D    | Đoàn Văn Hậu        | 19 aprile 1999 (18 anni)    | -     | -    | Hà Nội     |
| 6  | D    | Phan Thanh Hậu      | 12 gennaio 1997 (20 anni)   | -     | -    | HAGL       |
| 7  | D    | Nguyễn Trọng Đại    | 7 aprile 1997 (20 anni)     | -     | -    | Viettel    |
| 8  | C    | Tống Anh Tỷ         | 24 gennaio 1997 (20 anni)   | -     | -    | Bình Dương |
| 9  | A    | Hà Đức Chinh        | 22 settembre 1997 (19 anni) | -     | -    | Ðà Nẵng    |
| 10 | C    | Đinh Thanh Bình     | 19 marzo 1998 (19 anni)     | -     | -    | HAGL       |
| 11 | C    | Hồ Minh Dĩ          | 17 febbraio 1998 (19 anni)  | -     | -    | Hà Nội     |
| 12 | C    | Lương Hoàng Nam     | 2 marzo 1997 (20 anni)      | -     | -    | HAGL       |
| 13 | P    | Nguyễn Bá Minh Hiếu | 23 maggio 1997 (19 anni)    | -     | -    | Hà Nội     |
| 14 | C    | Nguyễn Hoàng Đức    | 11 gennaio 1998 (19 anni)   | -     | -    | Viettel    |
| 15 | A    | Nguyễn Tiến Linh    | 20 ottobre 1997 (19 anni)   | -     | -    | Bình Dương |
| 16 | C    | Trần Thanh Sơn      | 30 dicembre 1997 (19 anni)  | -     | -    | HAGL       |
| 17 | A    | Trần Thành          | 8 febbraio 1997 (20 anni)   | -     | -    | Huế        |
| 18 | C    | Dương Văn Hào       | 15 febbraio 1997 (20 anni)  | -     | -    | Viettel    |
| 19 | C    | Nguyễn Quang Hải    | 12 aprile 1997 (20 anni)    | -     | -    | Hà Nội     |
| 20 | D    | Trần Đình Trọng     | 28 marzo 1997 (20 anni)     | -     | -    | Sài Gòn    |
| 21 | P    | Đỗ Sỹ Huy           | 16 aprile 1998 (19 anni)    | -     | -    | Hà Nội     |

## Gruppo F

### Arabia Sauditaunder 20
Commissario tecnico:  Saad Al-Shehri
| N. | Pos. | Giocatore             | Data nascita (età)          | Pres. | Reti | Squadra    |
| -- | ---- | --------------------- | --------------------------- | ----- | ---- | ---------- |
| 1  | P    | Amin Bukhari          | 2 maggio 1997 (20 anni)     | -     | -    | Al-Ittihad |
| 2  | D    | Anas Zabani           | 7 aprile 1997 (20 anni)     | -     | -    | Al-Hilal   |
| 3  | D    | Mohammed Bassas       | 31 agosto 1998 (18 anni)    | -     | -    | Al-Ahli    |
| 4  | D    | Awn Al-Saluli         | 2 settembre 1998 (18 anni)  | -     | -    | Al-Ittihad |
| 5  | D    | Abdulelah Al-Amri     | 15 gennaio 1997 (20 anni)   | -     | -    | Al-Nassr   |
| 6  | C    | Sami Al-Najei         | 7 febbraio 1997 (20 anni)   | -     | -    | Al-Nassr   |
| 7  | C    | Khaled Al-Samiri      | 1º gennaio 1997 (20 anni)   | -     | -    | Al-Ittihad |
| 8  | C    | Yousef Al-Harbi       | 16 marzo 1997 (20 anni)     | -     | -    | Al-Ahli    |
| 9  | C    | Hassan Al-Qayd        | 13 aprile 1998 (19 anni)    | -     | -    | Al-Shabab  |
| 10 | C    | Ayman Al-Khulaif      | 22 maggio 1997 (19 anni)    | -     | -    | Al-Ahli    |
| 11 | A    | Abdulrahman Al-Yami   | 19 giugno 1997 (19 anni)    | -     | -    | Al-Hilal   |
| 12 | P    | Saleh Al Ohaymid      | 21 maggio 1998 (18 anni)    | -     | -    | Al-Nassr   |
| 13 | D    | Hassan Al-Tambakti    | 9 febbraio 1999 (18 anni)   | -     | -    | Al-Shabab  |
| 14 | C    | Ali Al-Asmari         | 12 gennaio 1997 (20 anni)   | -     | -    | Al-Ahli    |
| 15 | C    | Naif Kireiri          | 16 aprile 1998 (19 anni)    | -     | -    | Al-Hilal   |
| 16 | C    | Abdurahman Al-Dawsari | 25 settembre 1997 (19 anni) | -     | -    | Al-Nassr   |
| 17 | D    | Abdullah Hassoun      | 19 marzo 1997 (20 anni)     | -     | -    | Al-Ahli    |
| 18 | C    | Nasser Al-Dawsari     | 19 dicembre 1998 (18 anni)  | -     | -    | Al-Hilal   |
| 19 | C    | Fahad Al-Rashidi      | 16 maggio 1997 (20 anni)    | -     | -    | Al-Hilal   |
| 20 | A    | Mansour Al-Muwallad   | 24 gennaio 1997 (20 anni)   | -     | -    | Al-Ahli    |
| 21 | P    | Mohammed Al-Rubaie    | 14 agosto 1997 (19 anni)    | -     | -    | Al-Ahli    |

### Ecuadorunder 20
Head coach:  Javier Rodríguez
| N. | Pos. | Giocatore             | Data nascita (età)          | Pres. | Reti | Squadra                 |
| -- | ---- | --------------------- | --------------------------- | ----- | ---- | ----------------------- |
| 1  | P    | José Gabriel Cevallos | 19 marzo 1998 (19 anni)     | -     | -    | Barcelona SC            |
| 2  | C    | Angelo Preciado       | 18 febbraio 1998 (19 anni)  | -     | -    | Independiente del Valle |
| 3  | D    | Joel Quintero         | 25 settembre 1998 (18 anni) | -     | -    | Emelec                  |
| 4  | D    | Kevin Minda           | 21 novembre 1998 (18 anni)  | -     | -    | LDU Quito               |
| 5  | C    | Juan Nazareno         | 18 agosto 1998 (18 anni)    | -     | -    | Independiente del Valle |
| 6  | D    | Pervis Estupiñán      | 21 gennaio 1998 (19 anni)   | -     | -    | Granada B               |
| 7  | A    | Washington Corozo     | 9 luglio 1998 (18 anni)     | -     | -    | Independiente del Valle |
| 8  | C    | Wilter Ayoví          | 17 aprile 1997 (20 anni)    | -     | -    | Independiente del Valle |
| 9  | A    | Herlin Lino           | 6 febbraio 1997 (20 anni)   | -     | -    | Deportivo Cuenca        |
| 10 | C    | Bryan Cabezas         | 20 marzo 1997 (20 anni)     | -     | -    | Atalanta                |
| 11 | C    | Yeison Guerrero       | 21 aprile 1998 (19 anni)    | -     | -    | Independiente del Valle |
| 12 | P    | Giancarlos Terreros   | 14 maggio 1998 (19 anni)    | -     | -    | Barcelona SC            |
| 13 | D    | Jonnathan Bravo       | 8 luglio 1997 (19 anni)     | -     | -    | Guayaquil City          |
| 14 | C    | Renny Jaramillo       | 12 giugno 1998 (18 anni)    | -     | -    | Independiente del Valle |
| 15 | C    | Jordan Sierra         | 23 aprile 1997 (20 anni)    | -     | -    | Delfín                  |
| 16 | C    | Jhonny Quiñónez       | 11 giugno 1998 (18 anni)    | -     | -    | Norte América           |
| 17 | C    | Joao Rojas            | 16 agosto 1997 (19 anni)    | -     | -    | Emelec                  |
| 18 | D    | Félix Torres          | 11 gennaio 1997 (20 anni)   | -     | -    | Barcelona SC            |
| 19 | A    | Jordy Caicedo         | 18 novembre 1997 (19 anni)  | -     | -    | Universidad Católica    |
| 20 | D    | Luis Segovia          | 26 ottobre 1997 (19 anni)   | -     | -    | El Nacional             |
| 21 | P    | Omar Carabalí         | 12 giugno 1997 (19 anni)    | -     | -    | Colo-Colo               |

### Senegalunder 20
Head Coach: Joseph Koto
| N. | Pos. | Giocatore        | Data nascita (età)          | Pres. | Reti | Squadra                   |
| -- | ---- | ---------------- | --------------------------- | ----- | ---- | ------------------------- |
| 1  | P    | Mouhamed Mbaye   | 13 ottobre 1997 (19 anni)   | -     | -    | Porto                     |
| 2  | D    | Waly Diouf       | 5 maggio 1997 (20 anni)     | -     | -    | Valenciennes              |
| 3  | D    | Jean Ndecky      | 10 gennaio 1997 (20 anni)   | -     | -    | Casa Sports               |
| 4  | D    | Souleymane Aw    | 5 aprile 1999 (18 anni)     | -     | -    | Excellence Foot de Dakar  |
| 5  | C    | Ousseynou Diagne | 5 giugno 1999 (17 anni)     | -     | -    | Académie Foot Darou Salam |
| 6  | D    | Mamadou Diarra   | 20 dicembre 1997 (19 anni)  | -     | -    | Boluspor                  |
| 7  | A    | Ibrahima Niane   | 11 marzo 1999 (18 anni)     | -     | -    | Génération Foot           |
| 8  | D    | Moussa Ba        | 1º gennaio 1998 (19 anni)   | -     | -    | Excellence Foot de Dakar  |
| 9  | A    | Mouhamed Pouye   | 26 dicembre 1997 (19 anni)  | -     | -    | Mbour Petite-Côte         |
| 10 | A    | Aliou Badji      | 10 ottobre 1997 (19 anni)   | -     | -    | Djurgårdens IF            |
| 11 | A    | Ibrahima N'Diaye | 6 giugno 1998 (18 anni)     | -     | -    | Wadi Degla                |
| 12 | A    | Pape Habib Guèye | 20 settembre 1999 (17 anni) | -     | -    | Académie Foot Darou Salam |
| 13 | D    | Alioune Guèye    | 20 agosto 1998 (18 anni)    | -     | -    | Niarry Tally              |
| 14 | A    | Ousseynou Niang  | 12 ottobre 2001 (15 anni)   | -     | -    | Diambars                  |
| 15 | D    | Mamadou M'Baye   | 28 giugno 1998 (18 anni)    | -     | -    | Dakar Sacré-Cœur          |
| 16 | P    | Lamine Sarr      | 18 giugno 1998 (18 anni)    | -     | -    | Dakar Sacré-Cœur          |
| 17 | C    | Krépin Diatta    | 25 febbraio 1999 (18 anni)  | -     | -    | Sarpsborg                 |
| 18 | C    | Soulèye Sarr     | 29 giugno 1997 (19 anni)    | -     | -    | Mbour Petite-Côte         |
| 19 | C    | Bamba Kane       | 4 gennaio 1997 (20 anni)    | -     | -    | Diambars                  |
| 20 | D    | Akhibou Ly       | 28 dicembre 1998 (18 anni)  | -     | -    | CNEPS Excellence          |
| 21 | P    | Idrissa N'Diaye  | 14 marzo 1998 (19 anni)     | -     | -    | Diambars                  |

### Stati Unitiunder 20
Commissario tecnico:  Tab Ramos
| N. | Pos. | Giocatore              | Data nascita (età)          | Pres. | Reti | Squadra                  |
| -- | ---- | ---------------------- | --------------------------- | ----- | ---- | ------------------------ |
| 1  | P    | Jonathan Klinsmann     | 8 aprile 1997 (20 anni)     | -     | -    | California Golden Bears  |
| 2  | D    | Auston Trusty          | 12 agosto 1998 (18 anni)    | -     | -    | Philadelphia Union       |
| 3  | D    | Danilo Acosta          | 7 novembre 1997 (19 anni)   | -     | -    | Real Salt Lake           |
| 4  | D    | Tommy Redding          | 24 gennaio 1997 (20 anni)   | -     | -    | Orlando City             |
| 5  | D    | Erik Palmer-Brown      | 24 aprile 1997 (20 anni)    | -     | -    | Sporting Kansas City     |
| 6  | D    | Justen Glad            | 28 febbraio 1997 (20 anni)  | -     | -    | Real Salt Lake           |
| 7  | C    | Eryk Williamson        | 11 giugno 1997 (19 anni)    | -     | -    | Maryland Terrapins       |
| 8  | C    | Tyler Adams            | 14 febbraio 1999 (18 anni)  | -     | -    | New York Red Bulls       |
| 9  | A    | Emmanuel Sabbi         | 24 dicembre 1997 (19 anni)  | -     | -    | Las Palmas               |
| 10 | C    | Gedion Zelalem         | 26 gennaio 1997 (20 anni)   | -     | -    | Arsenal                  |
| 11 | A    | Sebastian Saucedo      | 22 gennaio 1997 (20 anni)   | -     | -    | Real Salt Lake           |
| 12 | P    | J.T. Marcinkowski      | 9 maggio 1997 (20 anni)     | -     | -    | Georgetown Hoyas         |
| 13 | A    | Lagos Kunga            | 20 ottobre 1998 (18 anni)   | -     | -    | Atlanta United           |
| 14 | D    | Aaron Herrera          | 6 giugno 1997 (19 anni)     | -     | -    | New Mexico Lobos         |
| 15 | A    | Jeremy Ebobisse        | 14 febbraio 1997 (20 anni)  | -     | -    | Portland Timbers         |
| 16 | D    | Cameron Carter-Vickers | 31 dicembre 1997 (19 anni)  | -     | -    | Tottenham Hotspur        |
| 17 | A    | Brooks Lennon          | 22 settembre 1997 (19 anni) | -     | -    | Real Salt Lake           |
| 18 | C    | Derrick Jones          | 3 marzo 1997 (20 anni)      | -     | -    | Philadelphia Union       |
| 19 | A    | Josh Sargent           | 20 febbraio 2000 (17 anni)  | -     | -    | Scott Gallagher Missouri |
| 20 | C    | Luca de la Torre       | 23 maggio 1998 (18 anni)    | -     | -    | Fulham                   |
| 21 | P    | Brady Scott            | 30 giugno 1999 (17 anni)    | -     | -    | De Anza Force            |